# Новокаре
Новокаре (кум. Беш-юрт) — село, расположенное в Бабаюртовском районе Дагестана.
Образует сельское поселение село Новокаре как единственный населённый пункт в его составе.

## История
Образовано в 1954 году (по другим сведениям в 1956 г.) путем переселения 76 хозяйств села Карекадани Левашинского района в местечко под названием «Беш-юрт»  во вновь созданный совхоз имени Маленкова (в том же году переименован в Ф. Энгельса).

## Население
| 1959  | 1970  | 1989  | 2002  | 2010  | 2012  | 2013  |
| ----- | ----- | ----- | ----- | ----- | ----- | ----- |
| 554   | ↗777  | ↗1049 | ↗1450 | ↘1393 | ↗1409 | ↗1441 |
| 2014  | 2015  | 2016  | 2017  | 2018  | 2019  | 2020  |
| ↗1480 | ↗1499 | ↗1504 | ↗1544 | ↗1555 | ↗1600 | ↗1625 |
| 2021  | 2023  | 2024  | 2025  |       |       |       |
| ↗1735 | ↗1765 | ↗1784 | ↗1822 |       |       |       |

По данным Всероссийской переписи населения 2010 года:
| № | Национальность | Численность, чел. | Доля |
| - | -------------- | ----------------- | ---- |
| 1 | даргинцы       | 1092              | 78 % |
| 2 | аварцы         | 280               | 20 % |
| 3 | другие         | 21                | 2 %  |

## Хозяйство
До недавнего времени в селе действовал крупный зерноводческий и животноводческий совхоз «Энгельсский».